# PunBB
PunBB — бесплатный веб-форум на PHP. Выпущен под лицензией GNU General Public License. Работает на операционных системах, поддерживающих язык PHP. Для хранения данных PunBB может использовать MySQL, PostgreSQL или SQLite.

## История
PunBB появился как часть новой волны форумного ПО, начавшейся в 2000-х годах, направленной на упрощение, избавление от излишней функциональности и строгое соответствие веб-стандартам, что, в частности, подразумевало переход от табличной вёрстки, принятой в phpBB, к легковесной и гибкой CSS-разметке. Первая версия PunBB была выпущена Рикардом Андерсоном (Rickard Andersson) в августе 2003 года под лицензией GNU GPL. Версия 1.2 была выпущена в январе 2005 года, тогда же была начата работа над версией 1.3. В 2007 году все права на PunBB были выкуплены компанией Informer Technologies. Работа над версией 1.3 была продолжена и в начале 2008 года была выпущена бета-версия. В апреле того же года Рикард Андерсон покинул проект по личным причинам и начал свой собственный форк системы — FluxBB.
Основным нововведением версии 1.3 стал механизм плагинов, позволяющий расширять функциональность движка, не трогая его код. Однако это нарушило совместимость с рядом наработанных патчей для PunBB, и разработчики FluxBB в версии 1.4 отказались от этого механизма, в PunBB он был сохранён. Версия 1.4 PunBB была выпущена 7 ноября 2011 года, в ней была добавлена поддержка доменных имён, содержащих символы, не принадлежащие латинице, добавлена поддержка MySQL InnoDB и SQLite3 и внесён ряд других улучшений.
В 2015 году 14 октября PunBB был обновлен до 1.4.4 версии. Была справлена проверка поля LinkedIn в профиле, удалены устаревшие вызовы функций, исправлена проверка незакрытых тегов в синтаксисе BBCode, а также другие незначительные исправления ошибок. В том же 2015 в начале года начал активно развиваться проект PanBB.Ru, разработчики которого удовлетворяли просьбы пользователей по написанию бесплатных расширений. После выхода PunBB 1.4.4, проект переехал на PunBB.INFO где и сейчас продолжает разработку и поддержку адаптированных для 1.4.4 версии расширений.

## Оценка
PunBB разрабатывался как лёгкий и компактный инструмент, с простым пользовательским интерфейсом по сравнению с другими форумами того времени. При этом функциональных возможностей у него было меньше, чем у аналогичного программного обеспечения. В частности в PunBB отсутствовали такие механизмы, как групповое подтверждение новых регистраций модератором, или автоматические спам-фильтры.

## Характеристики
- Соответствие стандартам XHTML и CSS
- Поддержка MySQL, PostgreSQL и SQLite
- Лёгкая переводимость на любой язык
- Инсталляция плагинов в один клик (v1.3)
- Полная поддержка UTF-8 (v1.3)
- Распространяется согласно GNU General Public License